# 八戸工業高校ラグビー部自殺事件
八戸工業高校ラグビー部自殺事件（はちのへこうぎょうこうこうラグビーぶじさつじけん）は、日本の高等学校の部活動で起きた自殺事件。

## 概要

### 事件の発生
この事件で自殺することとなる生徒は、2007年4月に青森県立八戸工業高等学校に入学して、同校のラグビー部顧問の勧めでラグビー部に入部していた。だが入部直後からラグビー部ではいじめを受けるようになっており、同年の5月にはラグビー部の退部を決意していた。退部することを顧問教諭に相談すれば、顧問教諭には退部するならば高校を退学しろと言われてラグビー部に引き留められていた。それからこの部員は睡眠障害や抑うつ症を発症して、2007年10月21日に自殺した。携帯電話のメールには遺書が残されており。それには生きるのに疲れたということなどが書かれていた。遺書には部活のことも書かれていた。

### 事件の詳細
自殺した生徒の友人によると、自殺した生徒は顧問教諭に転部届けを提出したものの、顧問教諭はこれを受理しなかった。そして転部をするならば、自殺した生徒と同じ中学校から同校を受験する生徒には、入学試験での面接では有利にしないということが発言されていた。2007年7月12日まで自殺することとなる生徒は学校を欠席したことは無かったが、この日に母親は生徒が登校時間になっても自室から出てこないために高校に連絡をしていた。この日の担任教諭は休暇を取っている日であったが、朝から生徒の自宅に向かい面談を行う。だが自宅では話しにくそうにしているために、担任教諭はドライブに連れて行き、車中で話を聞くことにした。この時に担任教諭が自室から出なかった理由を尋ねたところ、部活動を続ける自信が無いことと家族との関係に悩んでいるということを話した。これに対して担任教諭は、生徒がラグビー部の顧問教諭と話し合いの機会を持てるようにすると話した。生徒は同日午後より登校して、その日に顧問教諭と面談が行われて、ラグビー部を辞めたいということが話された。これに対して顧問教諭はラグビー部の練習を欠席することを認めて、続けられないようであれば転部することも認めた。同日以降は、学校は1日も欠席しなかったが、ラグビー部の練習には1度も参加しなかった。9月に再度顧問教諭との面談が行われて、転部先を決めたのかを尋ねたところ、まだ決めていなかった。それから転部先を見学したり顧問教諭と相談するなどをして結果を報告するように話す。同年には3人はラグビー部から他に転部していたが、自殺する生徒は転部していなかった。それからの10月13日と10月14日には同校の文化祭が行われ、自殺することとなる生徒も積極的に取り組んだが、それから後の10月21日に自殺した。
自殺した生徒の両親は真相を知りたいと内部調査の結果などの文書開示を求めていたが、一部しか開示されていなかった。2015年11月に青森県が裁判所の開示命令を受けて提出した当時の緊急アンケートの中には、自殺した生徒がいじめに遭っていたということを示唆する記述が複数見つかる。このアンケートの自由記載欄には、自殺した生徒はクラスや部活でいじめに遭っていたという事実や部活のことで悩んでいたということなどが書かれていた。この緊急アンケートというのは、生徒が自殺した直後に、学校が遺族の求めに応じて実施していたものであった。青森県はプライバシーの侵害があることを理由として不開示にしていたものの、仙台高等裁判所はプライバシー侵害の恐れはないとして開示命令を出していた。2007年に自殺した生徒の両親は、記録しないことや他人に公開しないことなどを条件として、一度だけアンケートを閲覧することができていたが、この時にはいじめが存在していたということを裏付ける記述は存在していなかった。だが2015年に開示されたアンケートではいじめの存在の裏付けとなる内容が記載されており、いじめの存在を裏付けることとなる内容の記載を見たのは今回が初めてであった。